# اوهاتا، آئوموری
اوهاتا، آئوموری (به لاتین: Ōhata) یک منطقهٔ مسکونی در ژاپن است که در ناحیه توهوکو واقع شده‌است. اوهاتا ۸٬۶۶۳ نفر جمعیت دارد.